# Kōji Nakao
Kōji Nakao (japanisch 中尾 康二 Nakao Kōji; * 8. September 1981 in der Präfektur Kagoshima) ist ein ehemaliger japanischer Fußballspieler.

## Karriere
Nakao erlernte das Fußballspielen in der Schulmannschaft der Yokkaichi Chuo Technical High School. Seinen ersten Vertrag unterschrieb er 2000 bei den Consadole Sapporo. Der Verein spielte in der zweithöchsten Liga des Landes, der J2 League. 2000 wurde er mit dem Verein Meister der J2 League und stieg in die J1 League auf. Im August 2002 wechselte er zum Zweitligisten Yokohama FC. Für den Verein absolvierte er sieben Spiele. 200 kehrte er zum Zweitligisten Consadole Sapporo zurück. Für den Verein absolvierte er 48 Spiele. Danach spielte er bei den Shizuoka FC (2004–2005), FC Gifu (2006–2007) und Azul Claro Numazu (2008–2010). Ende 2010 beendete er seine Karriere als Fußballspieler.